# 日陰
日陰（ひかげ、英：Shade〈シェード〉）とは、何らかの物体によって太陽光（特に直射日光）が遮られること。また、太陽光に照らされてその物体が作り出す陰（影）のことである。
日陰は灰色、黒、白などの色で構成される。屋根、木、傘、窓のブラインド、カーテンなどによる日光の遮断を指すこともある。

## 資料として

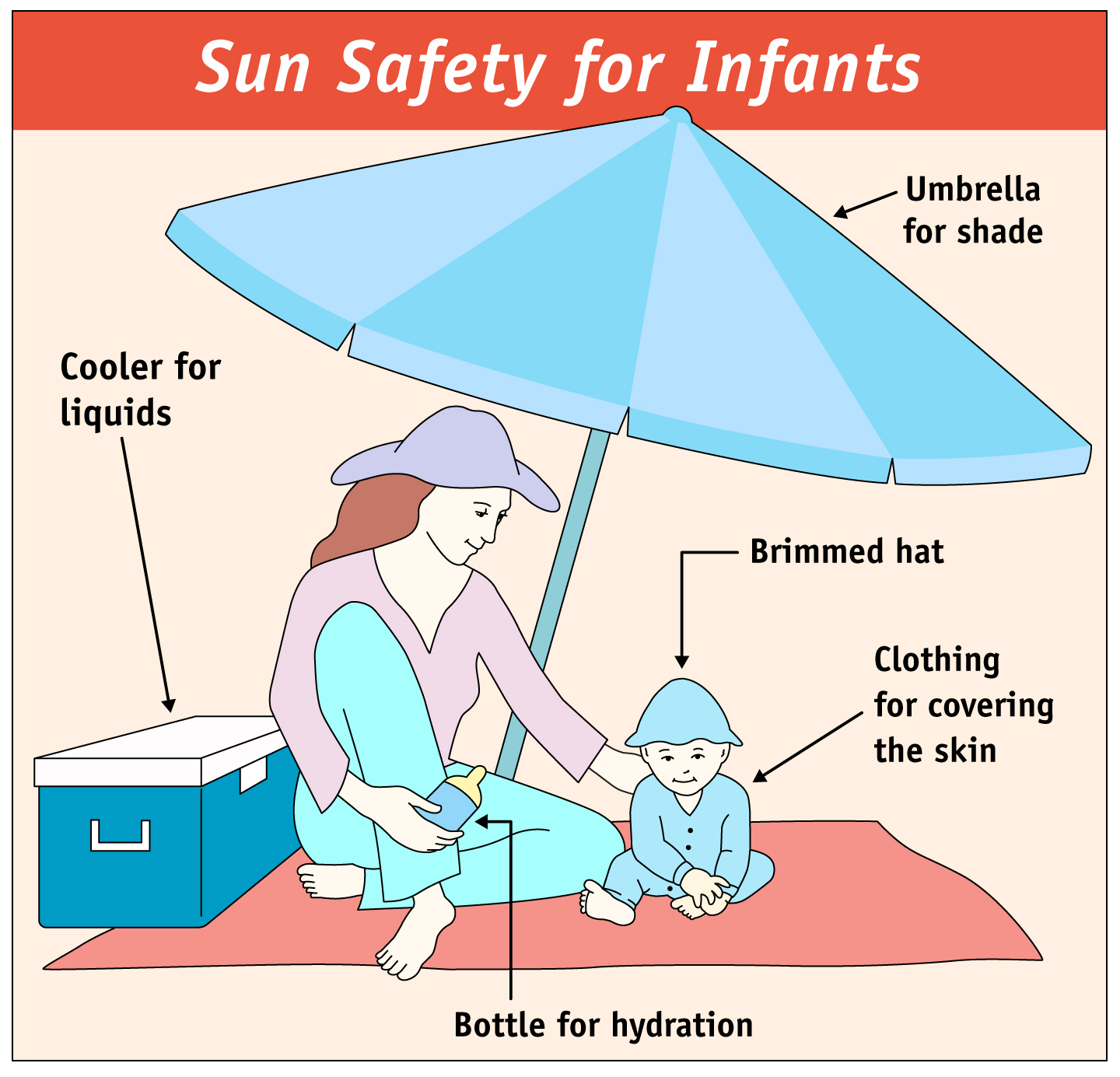
幼児の日よけ対策

温帯および熱帯地域（地球上のほとんどの場所）において、日陰は有害な熱や太陽から発せられる紫外線から身を守るために重要である。

## 植物
植物は、太陽光を吸収して光合成のエネルギーとして投入し、糖を生産し自分の体で日陰を作る。また、蒸散を活発に行い、さらなる冷却効果を生み出す。
園芸用語では、日陰には様々な種類がある。
- 完全な日射 - 1日に5時間以上の直射日光が当たること。
- 部分的日陰 - 2～5時間の直射日光、または終日　まだらの太陽光（dappled sun、木の間から差し込む日光）であること。
- 完全な日陰 - 1日の直射日光が2時間未満

密林の樹冠の下では、明るさが非常に低くなることがある。特殊な適応が日陰への耐性を生み出し、植物は下層で生き残ることができるのである。さらに、樹冠内の日陰は、植物が最適な光合成のために光に到達するために芽を伸ばす日陰回避反応を引き起こすことができる 。

## シェードガーデン

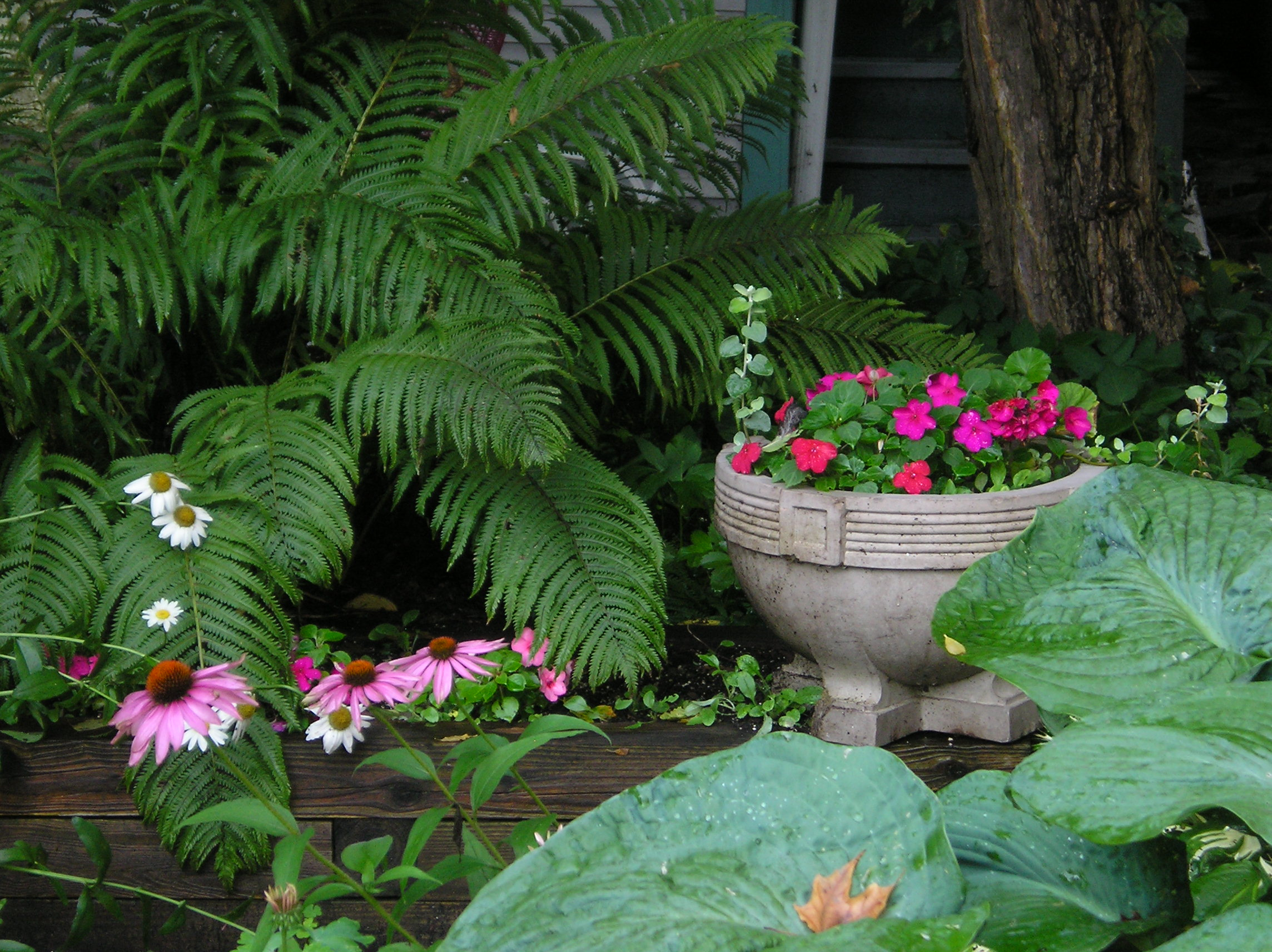
シダ植物や小さな花は、一般的なシェードガーデンで利用されるプランツ類

シェードガーデンとは、日陰を活用した庭。直射日光がほとんど当たらない場所に植えたり育てたりする庭園の一種である。
シェードガーデンは樹木の下、建物やフェンスの側など、自然あるいはデザインによっても発生することがある。このスタイルの庭は、特定の植物だけが日陰の条件で成長することができる。
食用植物には日陰でよく育つものはほとんどないので、シェードガーデンは通常観賞用植物を主としたオーナメンタルガーデンであるが、場合によっては花の栽培も日陰なので困難かもしれないことに留意。
「薄日」とも呼ばれる明るい日陰は、ハーブや一部の葉野菜の栽培は望みはあるかもしれないが、光の不足に加えて、シェードガーデンを形成する樹木やその他の大きな植物が土壌の肥沃度に悪影響を与える可能性の考慮は必要である。